# راخی تاکرار
راخی تاکرار (زاده ۲۹ فوریه ۱۹۸۴) یک بازیگر انگلیسی می‌باشد. او برای ایفای نقش‌های شبنم مسعود در سریال بی‌بی‌سی وان ایست اندرز (۲۰۱۴–۲۰۱۶) و امیلی سندز در کمدی-درام نتفلیکس آموزش جنسی (۲۰۱۹–۲۰۲۱) مشهور گردید. تاکرار همچنین در درام‌های صوتی پایان بزرگ دکتر هو: جنگ زمان صداپیشگی سعادت همراه دکتر هشتم عهده‌دار است.

## اوایل زندگی
تاکرار در شهر لستر انگلستان رشد پیدا نمود و ذاتاً هندی می‌باشد. وی در دانشکده دره اوج شرکت نمود. تاکرار در نوجوانی با تولیدهای سرسخت، یک باشگاه تئاتر استقرار یافته در لستر، گلاویز شد.

### روزنامه‌نگاری
در سال ۲۰۰۴، تاکرار یکی از ۲۰ جوانی بود که در زمینه راه‌یاب لستر مرکوری استخدام گردیدند. این برنامه که در همکاری با شورای شهر لستر اجرا گردید، به گروهی از روزنامه‌نگارهای جوان این امکان را داد که ۱۰ ماه را بکار قرابت با روزنامه‌نگاری چاپی و اعلام در خصوص همبود خود نمایند. در این زمان تاکرار مقاله‌هایی دربارهٔ موضوع‌هایی مثل اعتبار بالیوود بر لستر و همچنین وضعیت عجیب تولد در ۲۹ فوریه نگارش کرد.

## صحنه
| سال  | عنوان              | نقش   | یادداشت          |
| ---- | ------------------ | ----- | ---------------- |
| ۲۰۱۷ | فضانوردان هارتلپول | نادیا | جشنواره خرک      |
| ۲۰۱۸ | آنجا یا اینجا      | نیرا  | تئاتر پارک، لندن |
| ۲۰۲۲ | بهشت اکنون!        | لوری  | تئاتر بوش، لندن  |